# Analyseur CHN
Pour les articles homonymes, voir CHN.

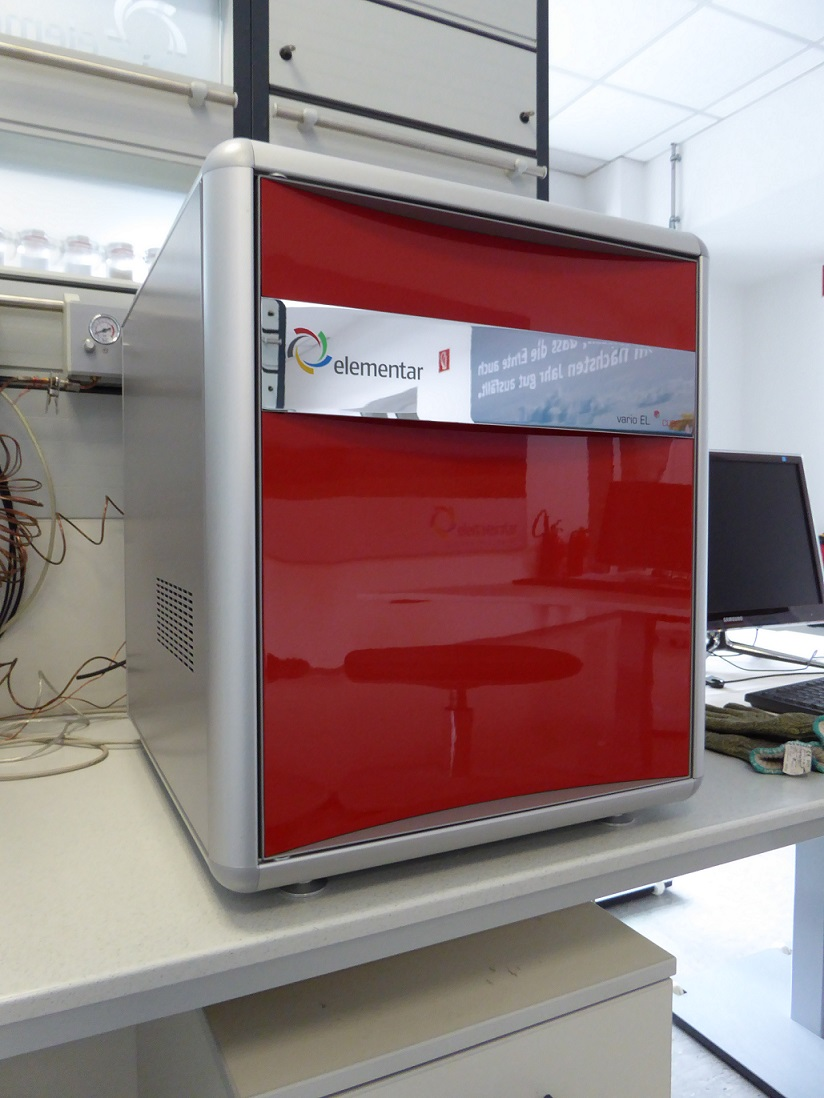
Analyseur élémentaire de marque Elementar, nommé le « Vario El Cube », introduit en 2011.

Un analyseur CHN est un instrument scientifique capable de déterminer les concentrations élémentaires dans un échantillon donné. Il est utilisé pour quantifier le carbone, l'hydrogène et l'azote. La prise d’essais des échantillons est majoritairement de l’ordre de quelques milligrammes, mais peut varier en fonction des analyseurs. Pour certaines matrices, une masse plus importante est préférée en raison de l'hétérogénéité de l'échantillon (combustibles, sols, aliments, etc.).
Cet instrument utilise le principe de combustion pour oxyder l’échantillon en composés simples qui sont ensuite détectés par conductivité thermique ou spectroscopie infrarouge. Des réactifs chimiques permettent d’éliminer les autres composés.